# Cảnh Thái, Bạch Ngân

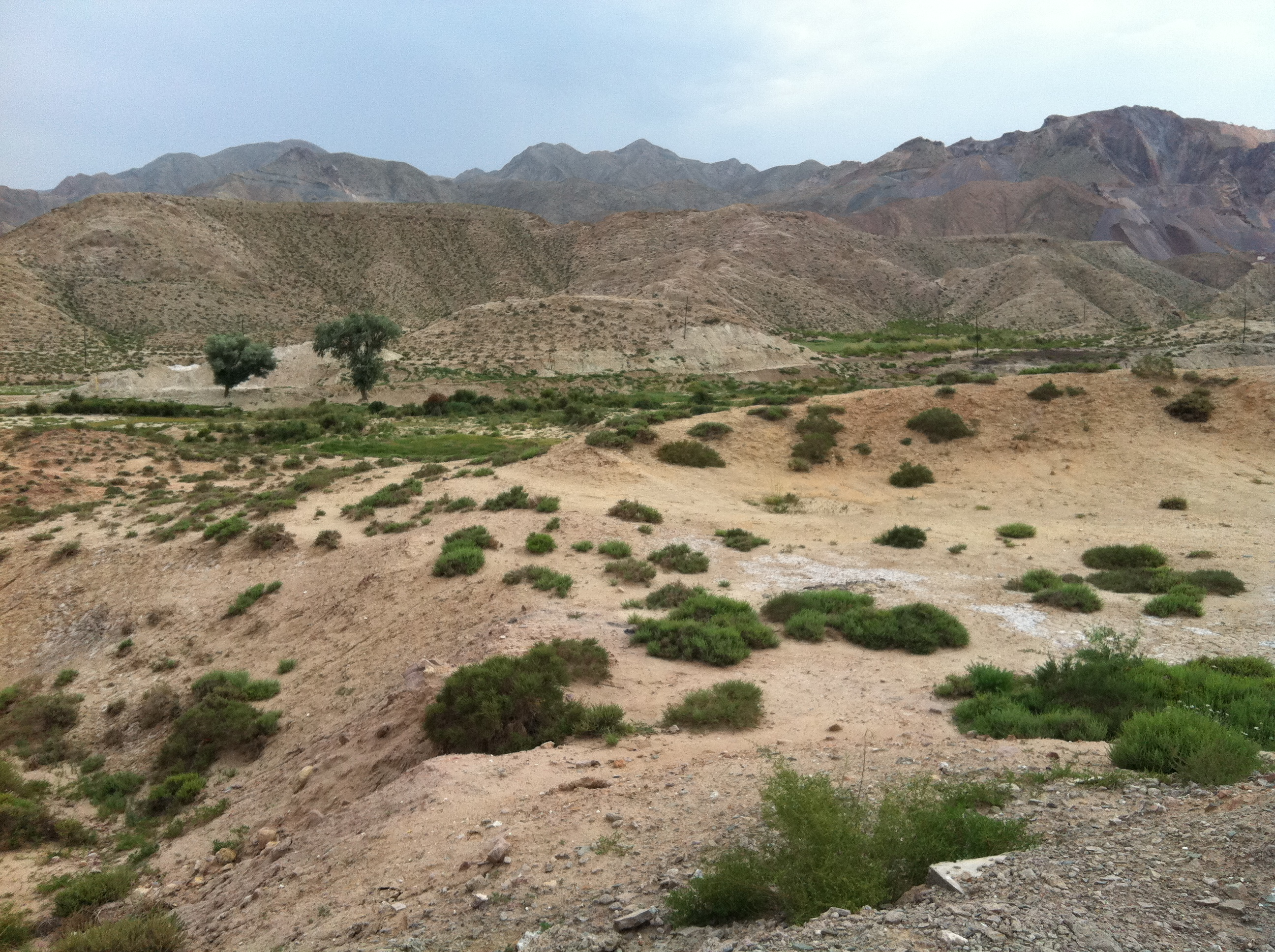
Cảnh Thái, Bạch Ngân

Cảnh Thái (chữ Hán phồn thể: 景泰縣, chữ Hán giản thể: 景泰县) chữ Hán giản thể:) là một huyện thuộc địa cấp thị Bạch Ngân, tỉnh Cam Túc, Cộng hòa Nhân dân Trung Hoa. Cảnh Thái giáp các đơn vị cấp huyện sau: phía đông (cách qua Hoàng Hà) giáp Tĩnh Viễn, Bình Xuyên; nam giáp Bạch Ngân, Cao Lan, Vĩnh Đăng; tây giáp Thiên Chúc, Cổ Lãng; bắc giáp A Lạp Thiện Tả, Trung Vệ. Huyện này có diện tích 5483 km², dân số năm 2004 là 230.000 người. Huyện lỵ đóng ở trấn Nhất Điều Sơn. Mã số bưu chính là 730400. Về mặt hành chính, huyện này được chia thành 6 trấn, 5 hương.
- Trấn: Nhất Điều Sơn, Lư Dương, Hỉ Tuyền, Thảo Sào Than, Thượng Sa Ốc.
- Hương: Ngũ Phật, Tự Than, Trung Tuyền, Chính Lộ và Mạn Thủy Than.